# 哈伊爾貝伊

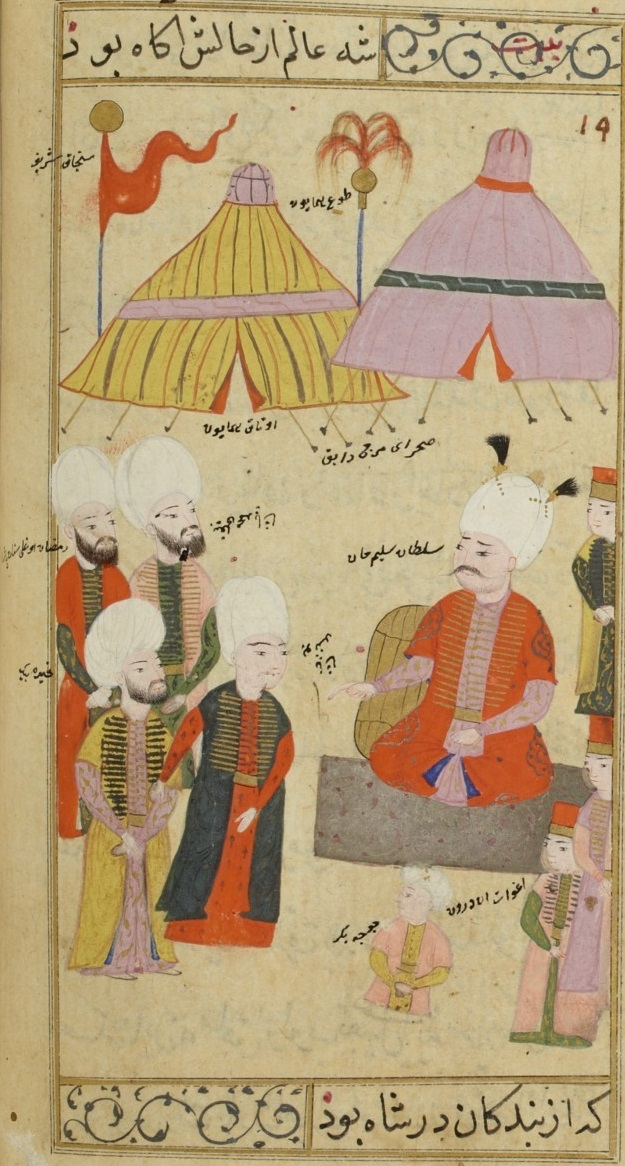
哈伊尔贝伊画像

哈伊爾貝伊（土耳其語：Hayır Bey；？—1522年），奧斯曼帝國埃及省第二任總督，在1517年－1522年管治埃及省。
他是阿布哈茲人，原是埃及的馬木留克後投降奧斯曼帝國。因他對奧斯曼帝國征服埃及有功，所以在第一任總督尤努斯帕夏在任時貪污和勒索被塞利姆一世撤職彼被任命為埃及省總督。